# Дюздже
Дюздже (тур. Düzce) — город на северо-западе Турции, центр ила Дюздже. Расположен в 240 км к западу от Анкары и в 228 км к востоку от Стамбула. Трасса D-100 проходит через город, в то время как европейский маршрут E 80 огибает его. Население: 135 557 человек (2012 г.). Расположен на высоте 160 метров над уровнем моря.
В 2006 году в городе был открыт Университет Дюздже.